# Halalaimus striatus
Halalaimus striatus är en rundmaskart som beskrevs av Gerlach 1956. Halalaimus striatus ingår i släktet Halalaimus och familjen Oxystominidae. Arten är reproducerande i Sverige. Inga underarter finns listade i Catalogue of Life.